# Makino Shinji
Makino Shinji (sinh ngày 29 tháng 5 năm 1976) là một cầu thủ bóng đá người Nhật Bản.

## Giải vô địch Bóng đá bãi biển thế giới
Makino Shinji được triệu tập vào đội tuyển Nhật Bản tham dự Giải vô địch Bóng đá bãi biển thế giới 2005, 2006, 2008, 2009, 2011, 2013, 2015.